# Cercopithecus dryas
Cercopithecus dryas је врста примата (Primates) из породице мајмуна Старог света (Cercopithecidae). 

## Распрострањење
Врста је присутна у Републици Конго и ДР Конгу.

## Станиште
Станишта врсте су шуме и мочварна подручја.

## Угроженост
Ова врста је крајње угрожена и у великој опасности од изумирања.